# Romeo feat. Julia – Die HipHopHelden
Romeo feat. Julia – Die HipHopHelden ist eine Jugendserie, die 2012 von nordisch filmproduction im Auftrag des Südwestrundfunks (SWR) für den KiKA produziert wurde. Sendestart der 20-teiligen Serie war der 1. Oktober 2012.

## Handlung
Romeo feat. Julia ist ein Crossover-Projekt: Acht junge Hip-Hopper starten ein ganz besonderes Experiment. Sie bringen die berühmteste Liebesgeschichte der Weltliteratur auf die Bühne: William Shakespeares Romeo und Julia. Dabei werden sie vom SWR Sinfonieorchester Baden-Baden und Freiburg und mehr als 100 Tänzern begleitet.
Die Serie begleitete die Jugendlichen auf ihrem Weg vom ersten Kennenlernen bis hin zum großen Live-Auftritt. Unterstützt wurden die Jugendlichen von Rap-Coach Robin Haefs von der Initiative Rapucation und Regisseurin Sigrun Fritsch vom Aktionstheater Panoptikum. In verschiedenen Workshops näherten sich die Jugendlichen Shakespeares Figuren an. Sie bekamen Schauspielunterricht und lernten gemeinsam mit über 100 Jugendlichen, Hip-Hop-Schritte auf klassische Musik zu tanzen.

## Website
Im Internet werden die HipHopHelden vorgestellt und wurden auf ihrem Weg zum großen Auftritt begleitet. Wer die Sendung verpasst hat, kann sie sich auf der offiziellen Website anschauen.
Die Webseite gehört zum SWR Kindernetz.